# Numer matrix

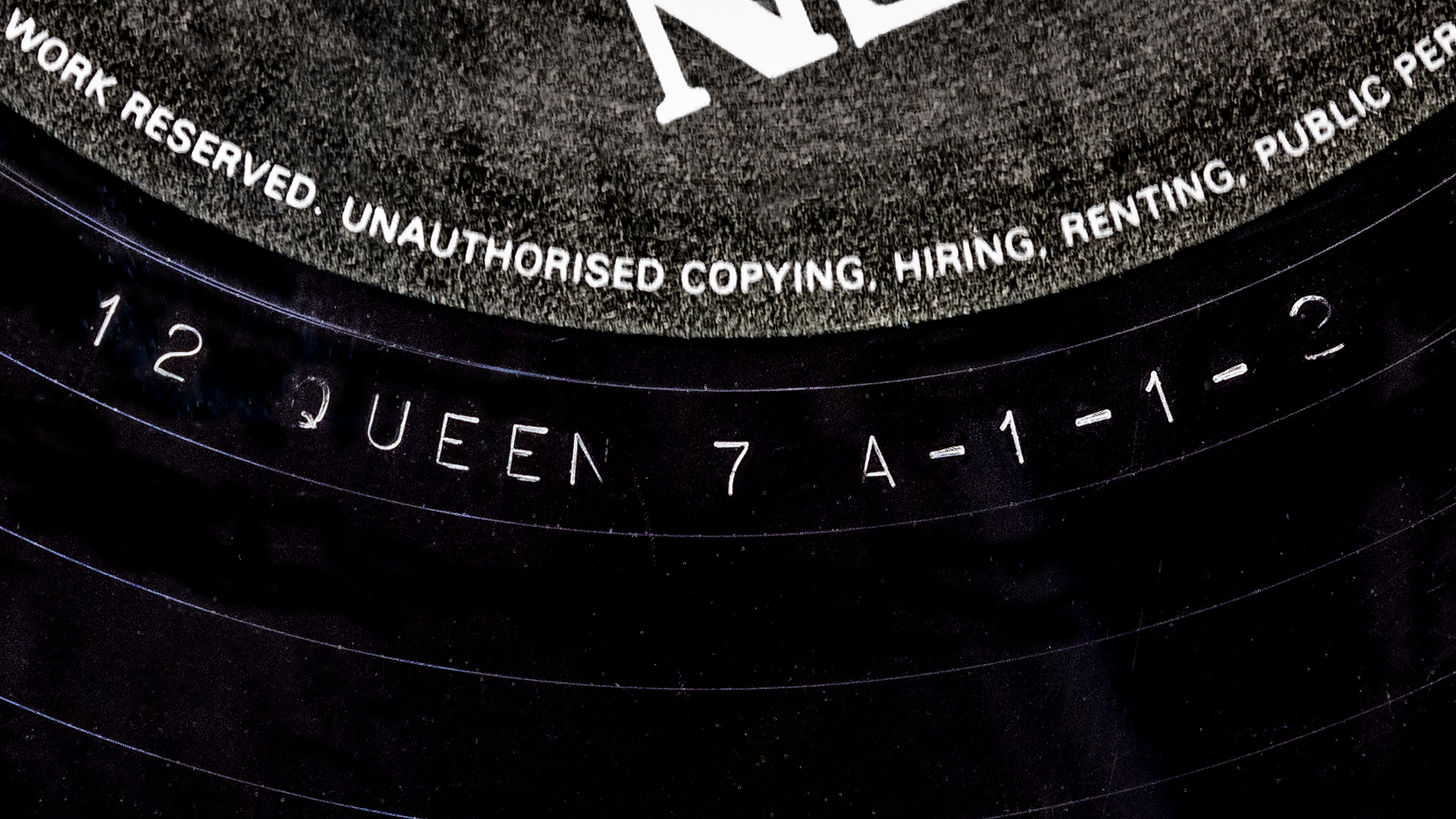
Numer matrix widoczny na hamulcu płyty

Numer matrix (ang. matrix number) – alfanumeryczny kod (w niektórych przypadkach może zawierać również inne symbole) stemplowany lub zapisany ręcznie na tzw. hamulcu płyty gramofonowej (ang. run-out groove).
Numer matrix może zawierać różnego rodzaju informacje takie jak numer katalogowy płyty, przy czym pamiętać trzeba, że nie jest on tym samym co informacje dotyczące tłoczenia i masteringu. W niektórych przypadkach numer matrix może zawierać jakąś ukrytą wiadomość zostawioną najczęściej przez inżyniera dźwięku odpowiedzialnego za mastering płyty. Jednym z najlepiej znanych przypadków jest inżynier dźwięku George Peckham, znany również jako Porky, który w swojej karierze podpisał kilkaset płyt. Na przykład na płycie Loaded EP (nr katalogowy CRE 070 T) szkockiej grupy Primal Scream wydanej w 1990 roku, na hamulcu płyty można odczytać na jednej stronie „FREE JAMES BROWN” (pol. Uwolnić Jamesa Browna) a na drugiej „FREE SLY STONE NOW!” (pol. Uwolnić Sly Stone'a). Obaj artyści odbywali wtedy karę więzienia.